# Assemblea Mundial de la Salut
L'Assemblea Mundial de la Salut (AMS), més coneguda pel seu nom en anglès World Health Assembly, és el fòrum a través del qual l'Organització Mundial de la Salut (OMS) es regeix pels seus 194 estats membres. És l'òrgan més alt del món que defineix les polítiques de salut i està format per ministres de salut dels estats membres.
Els membres de l'OMS es reuneixen generalment cada any al maig a Ginebra al Palau de les Nacions, on es troba la seu de l'OMS. Les principals tasques de l'AMS són decidir les principals qüestions polítiques, així com aprovar el programa de treball i el pressupost de l'OMS i elegir el seu director general (cada cinc anys) i elegir anualment deu membres per renovar part del seu consell executiu. Les seves funcions principals són determinar les polítiques de l'Organització, supervisar les polítiques financeres i revisar i aprovar el pressupost del programa proposat.